# Vesleț, Vrața
Vesleț (în bulgară Веслец) este un sat în comuna Vrața, regiunea Vrața,  Bulgaria. 

## Demografie
Componența etnică a satului Vesleț
     Bulgari (96,98%)
     Nicio identificare (3,01%)
     Altele (0%)
La recensământul din 2011, populația satului Vesleț era de 166 locuitori. Din punct de vedere etnic, majoritatea locuitorilor (96,98%) erau bulgari. Pentru 3,01% din locuitori nu este cunoscută apartenența etnică.